# Egyszínű zuzmószövő
Az egyszínű zuzmószövő (Eilema palliatella) a kvadrifid bagolylepkefélék családjába tartozó, Eurázsiában honos lepkefaj. 

## Megjelenése
Az egyszínű zuzmószövő szárnyfesztávolsága 30-42 mm. Feje és gallérja narancssárga, tora és a potroh első néhány szelvénye halvány fehéresszürke, a potrohvég hosszan sárga. Csápjai, lábai barnák, felül sárgás pikkelyzettel. Az elülső szárny igen keskeny és hosszú, eléggé kihegyezett. Az elülső szárny halványsárga, középen némi kékesszürke behintéssel. Elülső szegélye sötétsárga, a belső szöglet és a rojt vajszínű. A hátulsó szárny némileg világosabb sárga, kékesszürke behintés nincs, az elülső szegély menti sötétebb behintés szórt. Rojtja teljesen sárga. Az elülső szárny fonákja szinte teljesen sötét szürkésbarnán behintett, csak a szegélyeken sárgás. A hátulsó szárny fonákja halványsárga, az elülső szegélye sötétszürkén behintett, ennek belső határa elmosódó.
Változékonysága nem számottevő. 
Hernyója piszkossárga vagy barnásszürke, sötét hosszanti vonalakkal. Hátán két narancsszínű, oldalán sárga foltokból álló foltsor fut végig rajta. Szőrei sötétszürkék, végük néha kifehéredik. Bábja vörösbarna.

### Hasonló fajok
Magyarországon nem él másik, hasonló faj. 

## Elterjedése
Eurázsiában honos, az Ibériai-félszigettől Közép-Ázsiáig. A Brit-szigetekről és Skandináviából hiányzik. Magyarországon országszerte megtalálható. 

## Életmódja
Száraz és meleg sziklalejtők, domboldalak, sziklás gyepek, száraz rétek lakója. 
Évente egy nemzedéke nő fel, imágóival július-augusztusban lehet találkozni. Hernyója a köveken, földön megtelepedett zuzmókkal, kisebb mértékben mohákkal és levelekkel, virágokkal táplálkozik. Hernyóként telel át, majd a következő év június-júliusában bebábozódik. 

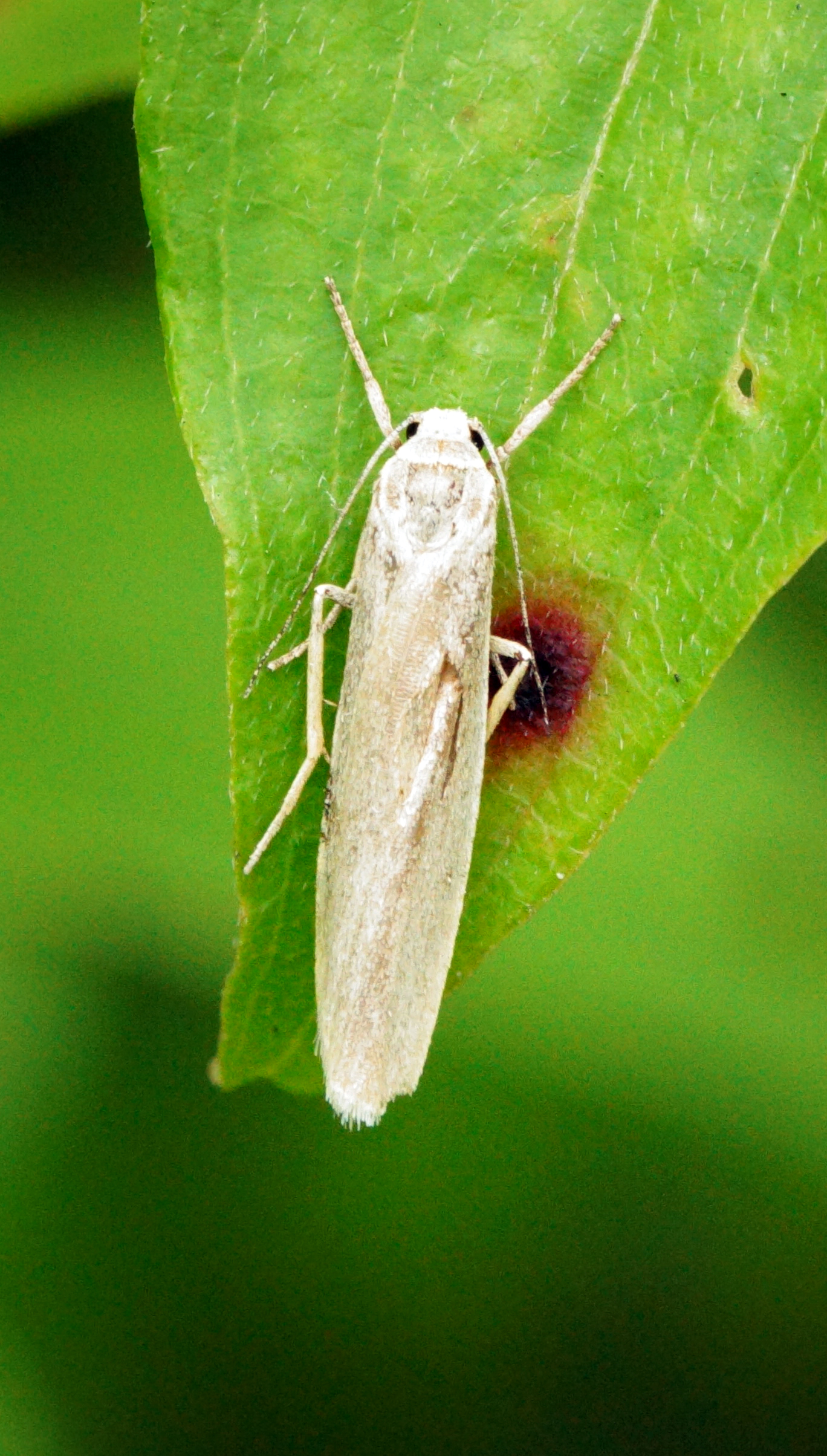
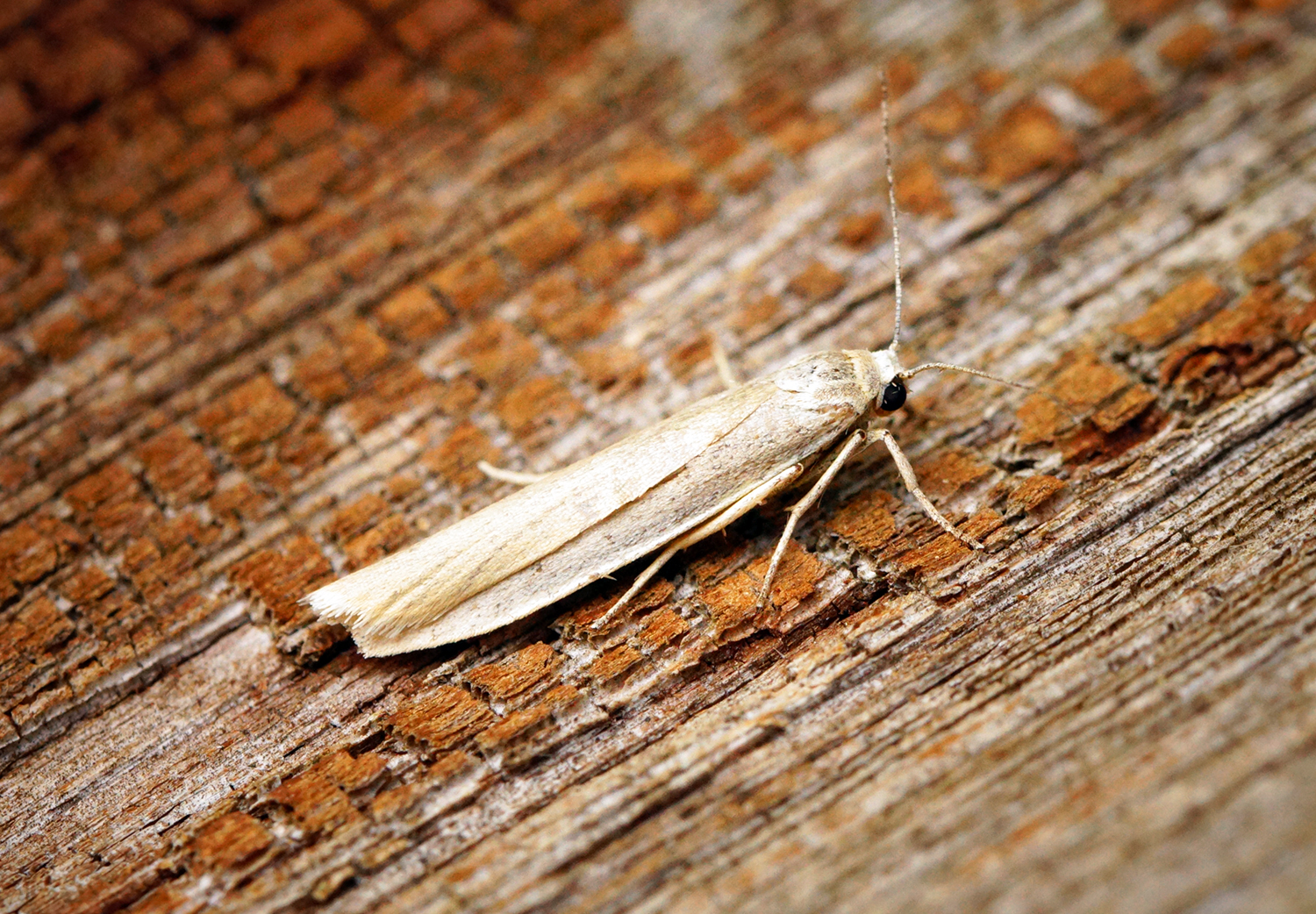
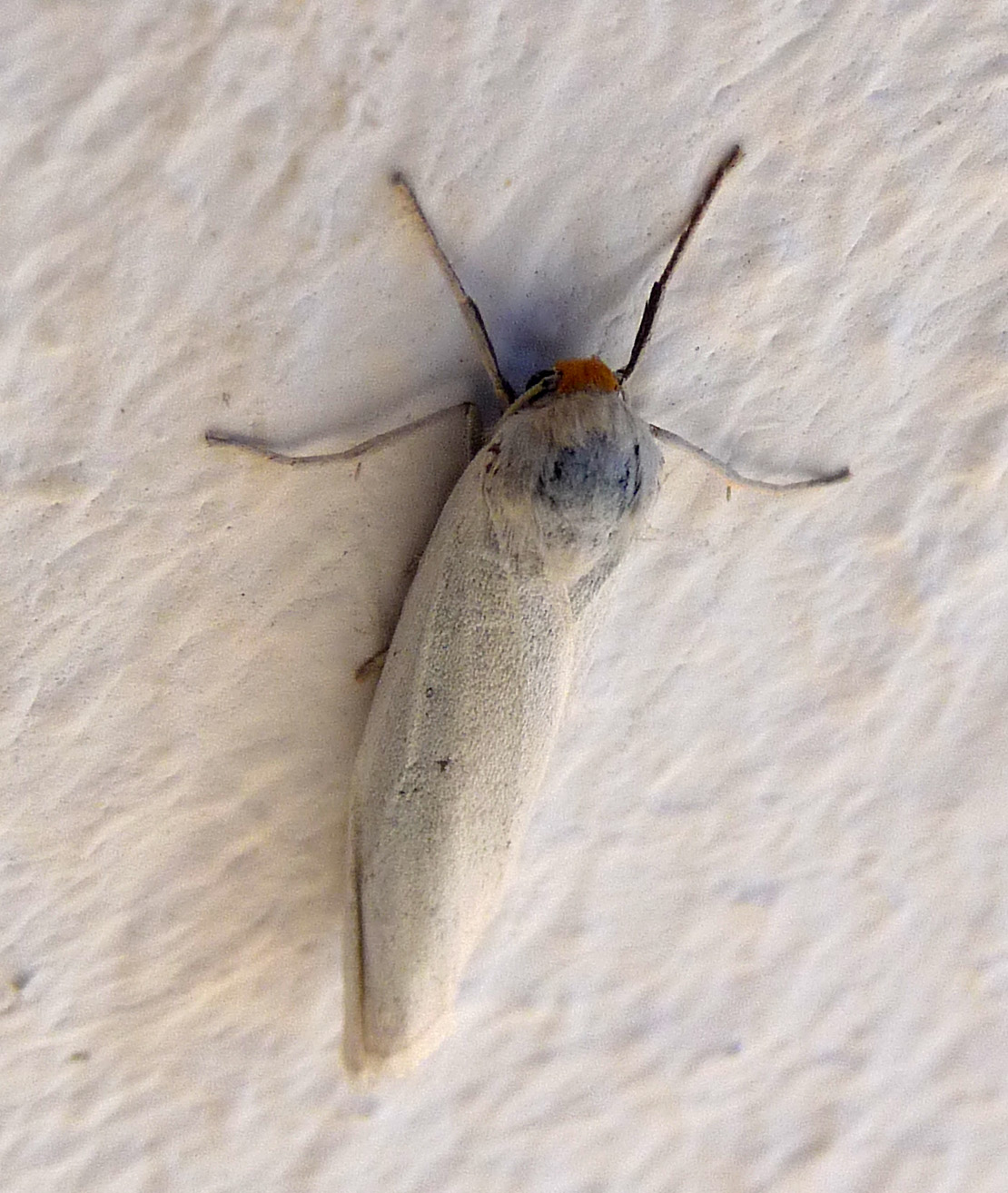
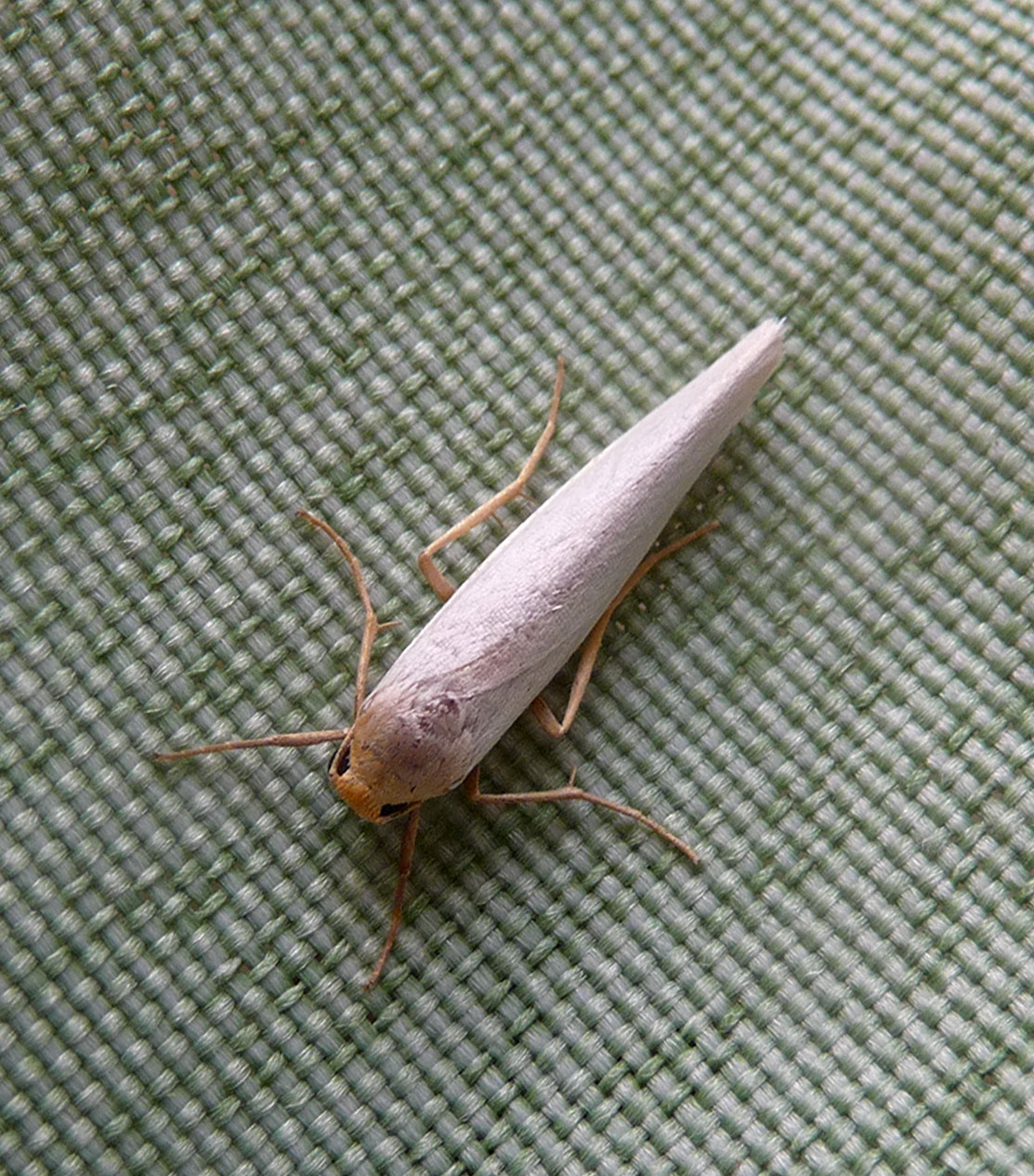

Magyarországon nem védett. 